# Peter Ind
Peter Ind (Middlesex, 20 juli 1928 – 20 augustus 2021) was een Brits jazzcontrabassist, geluidstechnicus, producent, schilder en schrijver.

## Biografie
Peter Ind werd geboren in Uxbridge in graafschap Middlesex. Zijn vader was een bouwer. Ind begon op 8-jarige leeftijd viool te leren en speelde in het schoolorkest. Hij ontdekte al snel dat hij de voorkeur gaf aan piano en vanaf 14-jarige leeftijd speelde hij optredens in zijn woning thuis in Uxbridge (Londen). Op dat moment speelde hij voornamelijk populaire dansnummers van die tijd. Hij werd tijdens de Tweede Wereldoorlog beïnvloed door radio-uitzendingen van Amerikaanse bigbands. Op 16-jarige leeftijd was zijn inkomen, aangevuld met een verscheidenheid aan dagtaken, groter dan dat van zijn vader. Ind had het gevoel dat hij geen technisch begrip van muziek had en volgde avondlessen piano en klassieke harmonie aan het Trinity Laban Conservatoire of Music and Dance in Londen in de periode 1944–1946. Hij ging over op het spelen van de bas omdat hij het geluid leuk vond en dacht dat zijn pianotechniek beperkt was. Hij kreeg baslessen vanaf 1947 bij Tim Bell, die hem introduceerde in wat toen een revolutionaire methode was voor basvingerzetting, waarbij alle vier de vingers van de linkerhand worden gebruikt - het spelen van halve tonen", en later met James Merrett. Hij werd ook fulltime muzikant in 1947. In 1949 was hij musicus op de Queen Mary, die naar New York voer. Daar ontmoette Ind voor het eerst pianist Lennie Tristano en luisterde naar andere vooraanstaande jazzmuzikanten in de clubs van de stad. Het schip keerde om de twee weken terug naar New York, waardoor Ind en anderen een tweewekelijkse les konden krijgen bij Tristano. Na een les uit 1950 nodigde de pianist Ind uit om de eerste set te spelen die zijn band die avond in de Birdland-club had, omdat de vaste bassist van het trio later zou komen.
Ind verhuisde in 1951 naar New York en arriveerde op 29 april. In 1953 stopte hij met het volgen van lessen bij Tristano en toerde hij met saxofonist Lee Konitz. Inds eerste albumopnamen waren met Konitz - Lee Konitz at Harvard Square en Konitz. Ind speelde ook met Tristano, Buddy Rich, Booker Ervin, Mal Waldron en Slim Gaillard. Ind speelde op het eerste Newport Jazz Festival in 1954, als onderdeel van Tristano's sextet. Ind was bassist bij de eerste Amerikaanse optredens van pianiste Jutta Hipp en enkele van haar opnamen. Ind ging in die tijd ook over naar productie en was tijdens de jaren 1950 een pionier in stereo-opnamen en overdubben van jazzmuziek. Hij richtte in 1956 een opnamestudio op. Hij gebruikte geld dat hij ontving na de dood van zijn vader om de aankoop van opnameapparatuur en een studio te financieren. Hij produceerde sessies op zijn zolder voor Zoot Sims, Gerry Mulligan en Booker Little. Eind jaren 1950 richtte hij zijn eigen label op, waar hij het album Looking Out uitbracht met Joe Puma en Dick Scott. Naast zijn eigen inspanningen werkte hij in geluidstechniek voor de labels Atlantic Records, Verve Records, Bethlehem en Warwick en richtte in 1961 zijn eigen bedrijf Wave op.
In 1962 trouwde hij met Barbara. Hun dochter Anna werd later dat jaar geboren. Ze trouwden in Londen, maar keerden het jaar daarop terug naar New York. In 1963 verhuisde Ind naar Big Sur (Californië), waar hij drie jaar verbleef. Op dit moment concentreerde hij zich op het uitvoeren zonder begeleiding en nam hij verschillende albums op met solo-materiaal. In 1965 speelde hij bij Konitz en Warne Marsh, een verbinding die tot in de jaren 1970 bleef bestaan. Privé-opnamen onder de Wave-opdruk werden uitgegeven. Ind en zijn gezin keerden in 1966 terug naar het Verenigd Koninkrijk, waar hij speelde en lesgaf. Het jaar daarop speelde hij voor het laatst met Tristano, tijdens een concert in het Verenigd Koninkrijk. Hij is de auteur van de twee boeken Jazz Visions - The Legacy of Lennie Tristano, een memoires van zijn associatie met Tristano en de jazzstaat in New York van de jaren 1950, en The Environment and Cosmic Metabolism, een blik op Wilhelm Reich en zorgen over de toekomst van de aarde met betrekking tot energie.

## Discografie

### Als leader/coleader
- 1999: Looking Out - Jazz Bass Baroque  (Een compilatie van jazz, opgenomen over een periode van veertig jaar: 1959 - 1999) (Wave)
- 1961: Looking Out  (Peter Ind met Ronnie Ball, Sal Mosca, Joe Puma, Al Schackman, Dick Scott en Sheila Jordan)  (Wave)
- 1968: Peter Ind - Improvisation  (Wave)
- 1969: Time for Improvisation  (Wave)
- 1974: No Kidding (Peter Ind, Dave Cliff, Chas. Burchell, Tox Drohar en Dick Scott) (Wave)
- 1975: The Peter Ind Sextet  (Peter Ind, Bernie Cash, Dave Cliff, Derek Phillips, Chas. Burchall en Gray Allard) (Wave)
- ????: Jazz at the Richmond Festival (Peter Ind, Bernie Cash, Derek Phillips en Chas. Burchell) (Wave)
- 1976: Some Hefty Cats - Dick Welstood met Peter Ind (Hefty Jazz)
- 1988: Jazz Bass Baroque  (Peter Ind met Martin Taylor en anderen) (Wave)

### Als sideman
Met Paul Bley
- 1954: Paul Bley (EmArcy)

Met Bud Freeman
- 1975: Song of the Tenor (Philips)

Met Jutta Hipp
- 1956: At the Hickory House Volume 1 (Blue Note)
- 1956: At the Hickory House Volume 2 (Blue Note)

Met Lee Konitz
- 1954: Konitz (Storyville)
- 1954: Lee Konitz in Harvard Square (Storyvile)
- 1956: Inside Hi-Fi (Atlantic)
- 1957: The Real Lee Konitz (Atlantic)
- 1957: Very Cool (Verve)
- 1975: Live at the Montmartre Club: Jazz Exchange Vol. 2 (Storyville) met Warne Marsh
- 1976: Lee Konitz Meets Warne Marsh Again (Pausa) met Warne Marsh
- 1976: Jazz A Confronto 32 (Horo)

Met Warne Marsh
- 1959, 1974: The Art of Improvising (Revelation)

Met Jimmy Raney
- 1958: Strings and Swings (Muse)

Met Buddy Rich
- 1958: Buddy Rich in Miami (Verve)

Met Tommy Whittle
- 1967: Sax for Dreamers (Masquerade Records)

- Bibliothèque nationale de France: cb13932467m (data)
- Gemeinsame Normdatei: 134688910
- International Standard Name Identifier: 0000 0000 5514 5005
- Library of Congress Control Number: n82234838
- MusicBrainz: 52b3859d-05be-426a-9d1d-0340ecc631c3
- Nationale Bibliotheek van Israël: 987007381976605171
- Nederlandse Thesaurus van Auteursnamen: 292831722
- Istituto Centrale per il Catalogo Unico: UM1V030678
- Système universitaire de documentation: 156957256
- Virtual International Authority File: 51878325
- WorldCat: E39PBJtcBBTpt6bKjBc9PcxMT3